# Gorniki Vivodinski
Gorniki Vivodinski – wieś w Chorwacji, w żupanii karlowackiej, w mieście Ozalj. W 2011 roku liczyła 34 mieszkańców.